# Moxibustie

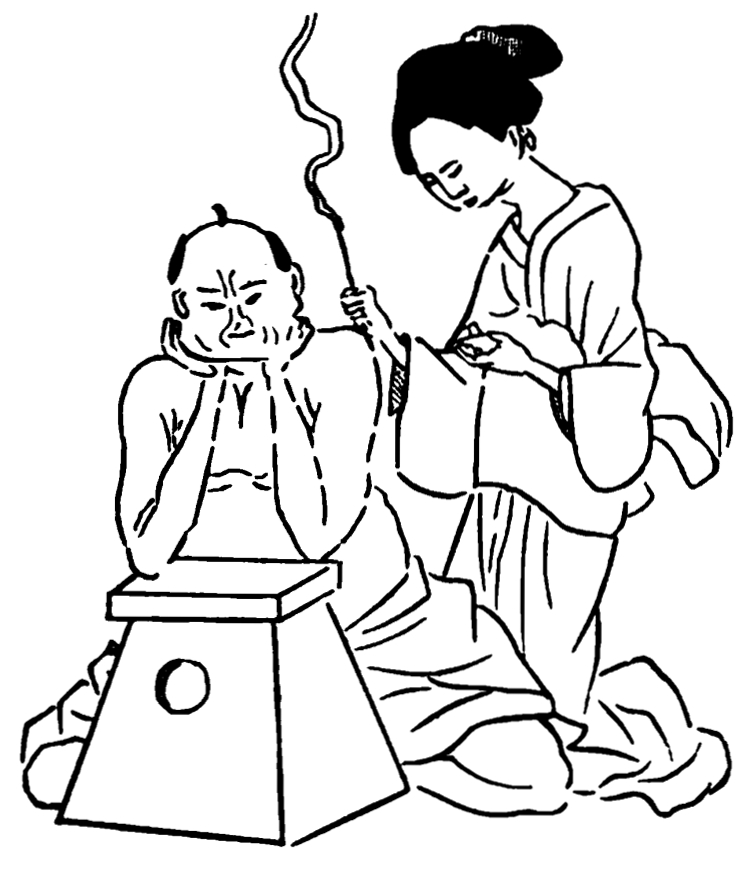
Een dosis moxa, oude Japanse prent

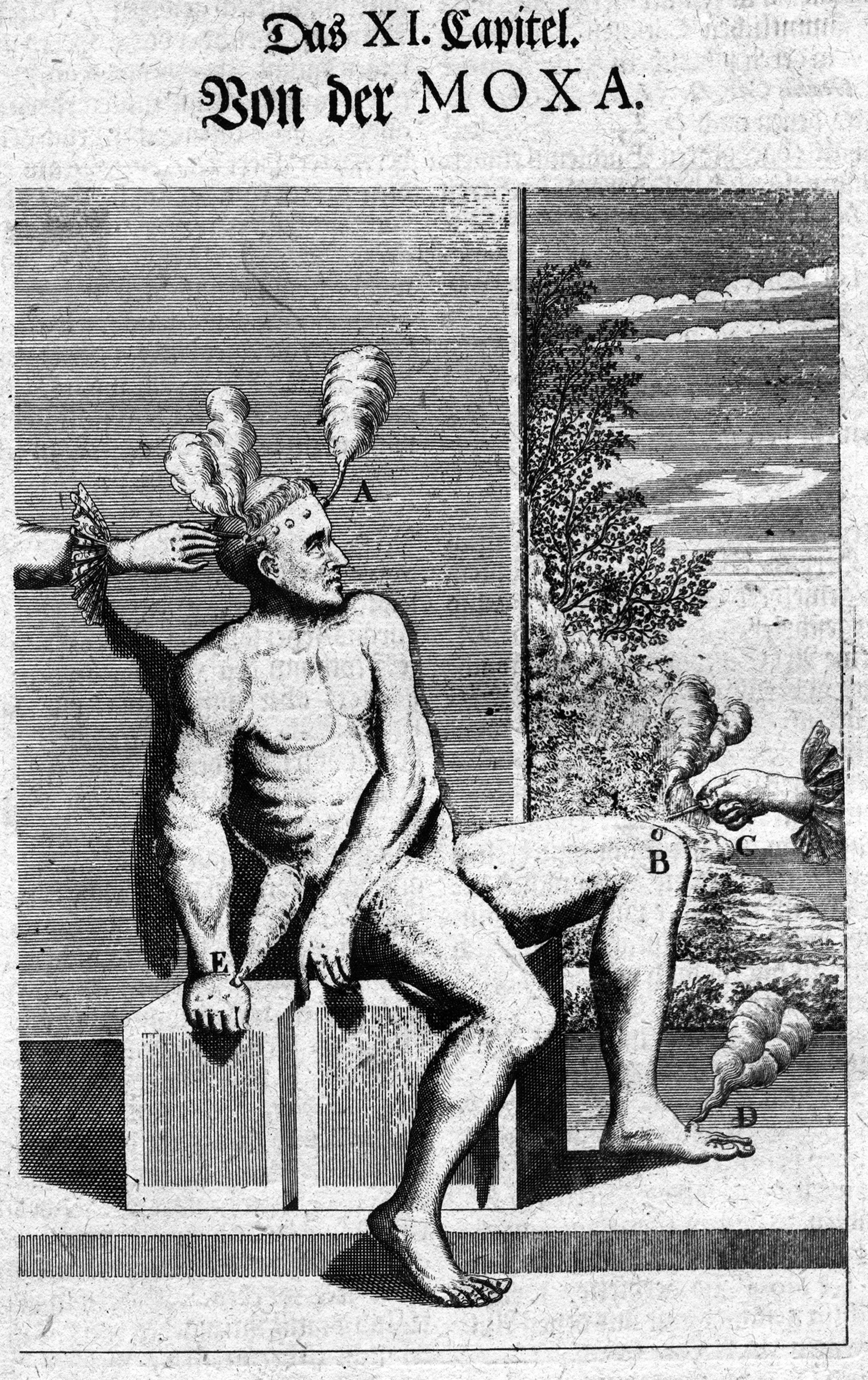
Moxibustie (M. B. Valentini: Museum Museorum, 1714)

Moxibustie, ook wel moxatherapie of moxabranden, is een begrip uit de acupunctuur. Bij moxibustie wordt warmte-energie naar een zogenaamd acupunt geleid, met als doel een tekort aan chi op te heffen en de chi-stroom te bevorderen.
Door het aansteken van een propje van de bijvoet (Artemisia argyi, of kort: Moxa), boven op de in het lichaam gestoken naald, wordt de warmte, via de naald, naar het lichaam gevoerd, iets dat tot een prettige gewaarwording van deze warmte zou leiden.
Geneeskrachtige planten spelen een belangrijke rol in de traditionele geneeskunde van China, Japan, Korea, Vietnam, Tibet en Mongolië. Men droogt de plant en stampt ze fijn, het gruis wordt verbrand of er wordt een sigaar van gedraaid die men niet oprookt maar gebruikt bij acupunctuur. Die moxa sigaar wordt gebruikt om de huid en acupunctuurpunten warm te maken met de bedoeling de circulatie van bloed en qi (levensenergie) te stimuleren. Moxatherapie werd in Europa bekendgemaakt door het boek van de Duitse geleerde en reiziger Engelbert Kaempfer Amoenitatum Exoticarum (Lemgo 1712). Het werk is ook bekend om zijn beschrijving van de sidderaal en acupunctuur.
In 2010 promoveerde een fysiotherapeute aan het Erasmus MC op het effect dat moxabranden zou hebben op een stuitligging bij zwangerschap. Het ziekenhuis ontving hiervoor in 2011 de Meester Kackadorisprijs van de Vereniging tegen de Kwakzalverij.